# Colleen O’Connor
Colleen O’Connor (* 17. Dezember 1951 in Chicago, Illinois) ist eine ehemalige US-amerikanische Eiskunstläuferin, die im Eistanz startete.
Ihr Eistanzpartner war James Millns. Mit ihm nahm sie von 1974 bis 1976 an Weltmeisterschaften teil. 1975 in Colorado Springs wurden O’Connor und Millns Vize-Weltmeister hinter Irina Moissejewa und Andrei Minenkow aus der Sowjetunion. Bei der Weltmeisterschaft 1976 gewannen sie die Bronzemedaille. Ebenfalls Bronze errangen sie 1976 in Innsbruck, bei den ersten Olympischen Spielen, bei denen Eistanz im Programm war.

## Ergebnisse

### Eistanz
(mit James Millns)
| Wettbewerb / Jahr                | 1972 | 1973 | 1974 | 1975 | 1976 |
| -------------------------------- | ---- | ---- | ---- | ---- | ---- |
| Olympische Winterspiele          |      |      |      |      | 3.   |
| Weltmeisterschaften              |      |      | 7.   | 2.   | 3.   |
| US-amerikanische Meisterschaften | 7.   | 4.   | 1.   | 1.   | 1.   |